# Пугачёвка (Саратовская область)
Пугачёвка - село в Марксовском районе Саратовской области, входящее в состав Кировского сельского поселения. Село расположено на плоском водоразделе рек Малый Караман и Кушум Малый в 46 км к востоку от Маркса и в 65 км от ближайшей ж/д станции Приволжский.

## История
Село основано в 80-е гг. XIX века немецкими колонистами из Орловского и Суссаненталя. Первоначальное название села произошло от двух немецких слов: "ochse" - бык и "graben" - овраг. Жители занимались земледелием (рожь, овощи, ячмень) и животноводством.
После образования Трудовой Коммуны (Автономной области) немцев Поволжья (с 1932 г. - АССР НП) хутор Оксенграбен находился в административном подчинении Марксштадтского  кантона. В 1929 - 1944 гг. в селе размещалась усадьба колхоза "Красноармеец"  (по- немецки "Rotamist"), площадь земельных угодий которого составляла 2121 га(в том числе пашня- 1799 га).
После ликвидации АССР НП в 1941 г. хутор Оксенграбен относился к Марксштадтскому (с 1942 г. - Марксовскому) району Саратовской области.
Указом Президиума Верховного Совета РСФСР "О переименовании некоторых сельских Советов и населённых пунктов Саратовской области" 2 июля 1942 года село Оксенграбен было переименовано в Пугачёвку. С началом мелиорации в селе оживилось жилищное строительство.

## Население
| 2010 |
| ---- |
| 82   |

## Инфраструктура
В селе имеется ФАП.